# Ulignano (Volterra)
Ulignano è una località del comune di Volterra, in provincia di Pisa, Toscana.

## Geografia fisica
Il borgo è situato a nord-est del centro di Volterra, in aperta campagna a 425 m d'altitudine, alle falde meridionali del Monte Nero, delimitato a nord dal corso d'acqua del torrente Strolla, a sud dal torrente Era Viva, mentre ad ovest del fiume Era.

## Storia
Il borgo di Ulignano nacque in epoca alto-medievale e lo si ritrova menzionato già in un documento del 22 giugno 997, quando Benedetto vescovo di Volterra vi allivellò alcuni terreni. In un diploma dell'imperatore Enrico I del 1015, Ulignano risulta ancora proprietà del vescovo di Volterra. Passato successivamente sotto il comune volterrano, nel 1225 vi fu una lite tra il podestà della città Alberto da Segalari e il rettore della chiesa di Ulignano, tant'è che nel 1251 il borgo decise di sottomettersi a San Gimignano. Fu però riconquistato da Volterra e confermato al comune dall'imperatore Carlo IV.
Nel XVII secolo il borgo passò agli Inghirami, e Jacopo Inghirami, ammiraglio della flotta granducale, vi fece qui costruire un'imponente residenza. Nel 1745 sono censiti a Ulignano 159 abitanti, poi aumentati a 200 nel 1840.
Nel secondo dopoguerra, in quanto la più isolata tra le frazioni del comune, si verificò a Ulignano un fenomeno di forte spopolamento: nel 1951 si contavano solamente 27 abitanti. Da sempre frazione del comune di Volterra, Ulignano venne poi declassato a località a partire dal 1971.

## Monumenti e luoghi d'interesse
Al centro del borgo si trova la chiesa di San Pietro, citata nelle rationes decimarum del 1275, del 1277 e del 1302. Già sede parrocchiale, fu abbandonata in seguito allo spopolamento della frazione negli anni sessanta del XX secolo. Dell'originale struttura romanica sono ancora visibili le mura perimetrali e il campanile a vela con tre fori. La chiesa custodiva inoltre una cinquecentesca Madonna con Bambino tra i santi Pietro e Paolo del pittore Daniele Ricciarelli, oggi situata nel Museo diocesano d'arte sacra di Volterra.
Nei pressi della chiesa si trova la monumentale villa Inghirami, risalente al XVII secolo, poi passata ai conti Zucchini Solimei e poi al Corpo forestale dello Stato. Nel 1967 venne acquistata dal produttore cinematografico Franco Cristaldi e, alla sua morte, ne sono divenuti proprietari gli eredi.
Nelle vicinanze di Ulignano, oltre il torrente Strolla, si trovano i ruderi del perduto borgo di Nera, già libero comune. Qui si trova l'antica pieve della Nera, una delle principali pievi del territorio volterrano. In località Cozzano, invece, è situata una fattoria con villa padronale e cappella, di antica origine: si tratta infatti di un borgo citato come Coctiano già nel 754 e qui, nel maggio 1196, fu stipulato un accordo tra i consoli di Volterra e i rappresentanti di Montignoso per risolvere una questione di spartizione territoriale tra i due comuni. In località Sant'Ottaviano, invece, si trova l'oratorio di Sant'Ottaviano in Collina.

## Economia
Presso Ulignano erano situate le cave di alabastro di grana giallognola, già sfruttate al tempo degli Etruschi.